# Korczakowie

Herb Korczak

Korczakowie herbu Korczak – polski ród rycerski, pochodzenia ruskiego. 

## Historia
Jan Długosz w swoim dziele Insignia seu clenodia Regis et Regni Poloniae z lat 1464–1480 opisuje Korczaków jako „dzielnych mężów, lecz do bezbożności i gwałtów skorych”. Król Ludwik Węgierski nadał podskarbiemu Królestwa Polskiego, Dymitrowi z Bożego Daru, herb dziś znany jako Korczak, wcześniej najprawdopodobniej posiadali inny herb. Dymitri przeniósł się z historycznej Rusi Kijowskiej do Małopolski.  
Korczakowie założyli miasto Pruchnik. 